# Pseudothesea flava
Pseudothesea flava är en havslevande korall som beskrevs 1910 av Charles Cleveland Nutting utifrån specimen insamlade under Siboga-expeditionen 1899-1900, i Indonesien. Arten ingår i släktet Pseudothesea och familjen Acanthogorgiidae.